# Maxou
Maxou är en kommun i departementet Lot i regionen Occitanien i södra Frankrike. Kommunen ligger i kantonen Catus som tillhör arrondissementet Cahors. År 2022 hade Maxou 288 invånare.

## Befolkningsutveckling
Antalet invånare i kommunen Maxou
| Referens: INSEE |